# Варто (видавництво)
«Ва́рто» («ВАРТО») — українське видавництво, розташоване в Києві. Спеціалізується на випуску книг та мультимедійної продукції про Київ і Україну.

## Відомості про видавництво
Засноване у 2008 році. У назві сфокусовано провідну думку видавництва: варто вивчати історію Києва, читати про нього та нести ці знання далі.
Перша випущена книга:
Малаков Д. Київ. 1939—1945. Post scriptum. — К.: ВАРТО, 2009. — 224 с.:іл., карта. ISBN 978-966-2321-00-5
Станом на початок 2014 року видано 20 книжок. Серед авторів — Вікторія Величко, Борис Єрофалов, Валерія Ієвлева, Михайло Кальницький, Віталій Ковалинський, Кость Козлов, Наталія Кондель-Пермінова, Дмитро Малаков, Стефан Машкевич, Тетяна Рогозовська, Тетяна Скібіцька, Валентин Терно, Станіслав Цалик, Людмила Щербанюк.
До допоміжного цифрового архіву видавництва увійшли скани кількох тисяч книг, журналів і газет київської тематики, що видавались з середини ХІХ століття, понад 150 карт Києва (серед яких є унікальні, що ніколи раніше в Україні не публікувалися), фотобанк з 15 000 фотографій, 3000 листівок.
Головний редактор — Насирова Олена Мухтарівна.
Головний художник — Гаврищук Олег Анатолійович.
У деяких посиланнях як назва видавництва подається особисте прізвище Сидоренка В. Б. — одного із співзасновників фірми.

## Серійні видання

### Незачинене вікно
ISBN 978-966-2321-12-8
- Малаков Д. У Києві 50-х. — К.: ВАРТО, 2011. — 288 с.:іл. ISBN 978-966-2321-13-5
- Цалик С. Киев: конспект 70-х. — К.: ВАРТО, 2012. — 384 с.:іл. ISBN 978-966-2321-16-6 (рос.)

### Киевские истории
ISBN 978-966-2321-14-2
- Кальницкий М. Бизнес и бизнесмены. — К.: ВАРТО, 2011. — 240 с.:ил. ISBN 978-966-2321-15-9 (рос.)
- Кальницкий М. Зодчество и зодчие. — К.: ВАРТО, 2012. — 336 с.:ил. ISBN 978-966-2321-22-7 (рос.)
- Кальницкий М. Гимназии и гимназисты. — К.: ВАРТО, 2014. — 304 с.:ил. ISBN 978-966-2321-27-2 (рос.)

### Киевские хроники
- Ковалинский В. Киевские хроники. Книга I. Юбилеи 2011. — К.: ВАРТО, 2012. — 288 с.:ил. ISBN 978-966-2321-19-7 (рос.)
- Ковалинский В. Киевские хроники. Книга II. Юбилеи 2012. — К.: ВАРТО, 2012. — 320 с.:ил. ISBN 978-966-2321-23-4 (рос.)

## Відзнаки
Забудова Києва доби класичного капіталізму, або Коли і як місто стало європейським / За заг. ред. М. Б. Кальницького, Н. М. Кондель-Пермінової. — Київ: ВАРТО, 2012. — 560 с.:іл. — перше місце у XIV Всеукраїнському рейтингу «Книжка року 2012» (номінація «Візитівка. Краєзнавча і туристична література»).
Декілька книжок видавництва «ВАРТО» посідали місця у першій трійці або в шорт-списку відповідної номінації рейтингу «Книжка року».